# Daihatsu Charade
La Daihatsu Charade è una utilitaria costruita dalla casa automobilistica giapponese Daihatsu dal 1977 al 2000. Nata come erede della Daihatsu Consorte, negli anni ne sono state prodotte quattro generazioni ed è stata sostituita dal modello Sirion. 

## Prima generazione (1977-1983)
La prima generazione (codice progettuale G10) venne presentata in Giappone nell'ottobre 1977. Era una utilitaria a trazione anteriore, originariamente disponibile solo con carrozzeria berlina a cinque porte equipaggiata con un motore a tre cilindri da 993 cm³, interamente in alluminio (CB20) erogante 50 CV (37 kW). La versione hatchback a tre porte (denominata "Charade Runabout") venne introdotta solo nell'autunno del 1978 ed era caratterizzata da due piccoli finestrini rotondi nei montanti posteriori.

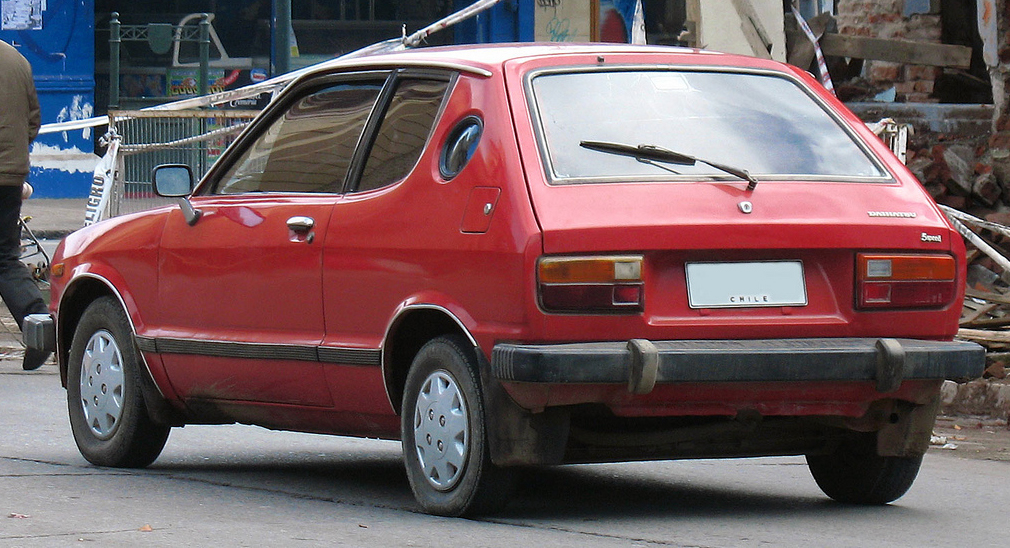
La Charade Runabout (G10) a tre porte

La Charade fu un grande successo in Giappone, dove gli standard sulle emissioni sempre più severi avevano spinto molti costruttori concorrenti a riconsiderare il segmento della vetture utilitarie da un litro di cilindrata. Venne eletta Auto dell'anno 1979 sul mercato interno. 
Il prima serie G10 aveva fanali anteriori rotondi mentre sulla successiva versione G20 (il restyling introdotto nel 1981) i fanali divennero quadrati. Tra il 1977 e il dicembre 1982, Daihatsu costruì 89.792 Charade. 
Il principale mercato di esportazione per la Charade fu l’America Latina dove fu inizialmente importata con lo stesso motore 1.0 del modello giapponese ma potenziato a 55 cavalli. Con il restyling della serie G20 i modelli a 5 porte furono equipaggiate con una versione da 843 cm³ sempre a tre cilindri erogante 41 CV (30 kW) a 5.500 giri/min alimentato anche ad etanolo; la riduzione di cilindrata era dovuta alle nuove tasse sui veicoli importati che sfavorivano i veicoli con una cubatura maggiore agli 850 cm³. La versione Runabout mantenne il motore 1.0 in quanto venne considerata come una variante dalla caratterizzazione più sportiva. 

### Il prototipo Charade De Tomaso
Al Salone dell'Automobile di Tokyo del 1981 Daihatsu presentò la Charade De Tomaso, una concept car di versione sportiva frutto di una collaborazione con il produttore italiano De Tomaso. Questa vettura era basata sulla Charade XTE a tre porte ed era equipaggiata con il motore 1.0 Turbo tre cilindri da 80 cavalli che equipaggerà la Innocenti Turbo De Tomaso. Questo concept è stata successivamente applicato per la produzione di massa nella seconda generazione.

## Seconda generazione (1983-1988)
La seconda generazione (codice progettuale G11) è stata presentata nel marzo 1983, e possedeva sempre una carrozzeria berlina a tre e cinque porte hatchback. Presentava diverse varianti del motore a tre cilindri da 1,0 litro, inclusa una versione turbocompressa da 68 CV (50 kW) e versioni diesel. Il motore turbodiesel apparve per la prima volta nell'autunno del 1984. 
Il modello base ricevette il motore CB23 aspirato a tre cilindri da 993 cm³ erogante 50-55 CV (37-40 kW). I modelli del mercato giapponese avevano di serie il doppio carburatore, mentre la maggior parte delle versioni da esportazione avevano un carburatore singolo e di conseguenza il motore erogava una potenza leggermente inferiore. 
Nel 1985 venne presentato un leggero restyling che vide la modifica del frontale con nuovi fanali rettangolari più estesi, nuova calandra e paraurti. La serie restyling aveva il codice progettuale G21.
I modelli Charade Turbo e Charade De Tomaso Turbo erano equipaggiati con il nuovo motore 1.0 CB60, una evoluzione del 1.0 CB23: possedeva una cubatura pari a 993 cm³, ma era dotato di un piccolo turbocompressore IHI che ne aumentava la potenza a 80 CV (59 kW) nelle versioni per il mercato giapponese, e a 68 CV (50 kW) nei modelli da esportazione europei. I modelli turbo inoltre erano caratterizzate da modifiche alla meccanica con sospensioni leggermente migliorato che possedevano barre antirollio più spesse e ammortizzatori più rigidi, inoltre di serie erano i cerchi in lega. La versione turbo era disponibile in entrambe le carrozzerie 3 e 5 porte. Questa è stata la prima berlina turbo ad essere messa in vendita in Indonesia, nel luglio 1986, dove era disponibile solo come modello a cinque porte. La De Tomaso invece aveva solo carrozzeria tre porte.

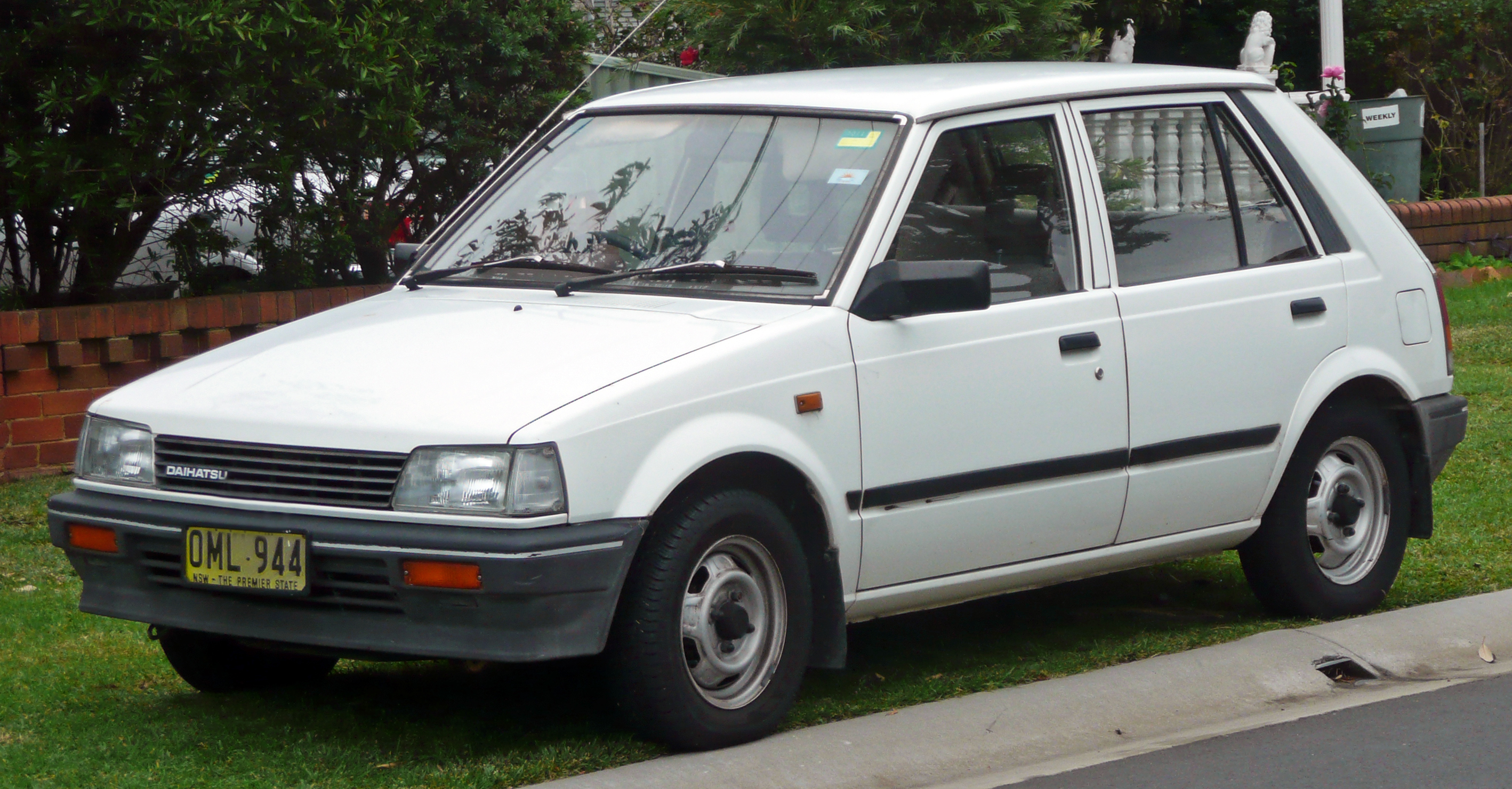
Charade 5 porte dopo il restyling

Venne prodotta anche in versioni con tetto alto vendute solo in alcuni mercati; in Giappone questi modelli erano denominati Charade "Dolphin Roof" e furono la base anche del modello Van a due posti con finestrino posteriori oscurati o lastrati.
In Cile e in alcuni altri paesi dell'America Latina questa generazione era denominata G21 e, come per la precedente G20, era equipaggiata con la serie di motori CD da 843 cm³ tre cilindri eroganti 44 CV (30 kW). La Charade G21 è stata venduta tra il 1985 e il 1990. 
In Europa, le varie motorizzazioni e trasmissioni furono adottate dalla Innocenti per la 3 Cilindri, la serie Minitre e le Small, dopo la scadenza di contratto di fornitura dei componenti alla Innocenti da parte della British Leyland. 
In Australia la gamma era composta dal modello base denominato Charade CC a due posti e tre porte con tetto alto, mentre il resto della gamma (CS, CX, CX-A e turbo CX-T) aveva una carrozzeria a cinque porte. Venne assemblata dal 1983 anche in Taiwan e visto il grande successo ne venne sviluppata anche una versione a tre volumi a cinque porte tipo berlina-notchback che debutta nel 1987 e venne venduta come Daihatsu Skywing. 
La Charade venne assemblata in complete knock down anche in Nuova Zelanda nelle versioni aspirate mentre i modelli Turbo vennero importati dal Giappone.

### Charade De Tomaso 926R
Nel 1985, al salone di Tokyo, Daihatsu presentò la 926R, un prototipo di Charade a motore centrale, sviluppato insieme a De Tomaso e progettato per partecipare al Campionato del mondo rally per vetture di cilindrata inferiore a 1.300 cm³. La 926R montava un motore a tre cilindri turbo ("CE") da 926 cm³ a dodici valvole, doppio albero a camme montato in posizione centrale e trazione posteriore con un cambio manuale a cinque rapporti. Il motore eroga 120 CV (88 kW). La 926R pesava 800 kg e aveva parafanghi più larghi e ruote 205/225 da 15". Tuttavia, a seguito di significativi incidenti nel campionato del 1985, il Gruppo B fu bandito e il progetto 926R fu annullato. Venne prodotta in serie limitata di 200 esemplari, al fine di ottenere le omologazioni per partecipare al campionato, la Charade 926 Turbo con lo stesso motore da 926 cm³ che produce 73 CV (54 kW).
Tuttavia, la Daihatsu Charade di seconda generazione ha visto un certo utilizzo nei rally: furono iscritte nei Safari Rally dal 1984 al 1988 e classificarono secondi nella loro classe nel 1984 e vinsero entrambe le categorie A5 e B9 nel 1985. Le Charade erano le uniche vetture iscritte in quelle classi, ma un tredicesimo traguardo complessivo era comunque impressionante per la macchinina. L'importatore svizzero Daihatsu condusse un team di Charade Turbo nel campionato nazionale di rally del Gruppo A nel 1985, con Florence L'Huillier come pilota

## Terza generazione (1987-1993)
La terza generazione della Daihatsu Charade (codice progettuale G100) ha debuttato nel 1987. Disegnata da Hiroshi Aoki (responsabile del centro stile Daihatsu) e Hideyuki Ueda, possedeva uno stile di rottura con il passato con una carrozzeria più slanciata e leggermente più alta e larga con un posteriore quasi piatto. Il coefficiente di resistenza aerodinamica era pari a 0,32.  L’abitacolo era notevolmente spazioso.
In Giappone venne proposta con il motore a tre cilindri benzina da 1,0 litro a carburatore (CB23) erogante 53 cavalli affiancato da un 1.0 diesel (CL11) in versione aspirata erogante 38 cavalli e turbo (CL61) da 50 cavalli. 
Nel 1988 venne introdotto anche il nuovo quattro cilindri benzina da 1.3 litri con carburatore singolo (codice motore HC-F) erogante 90 cavalli. Il quattro cilindri aveva un albero motore cavo e un albero a camme singolo ed era abbinato sia alla trazione anteriore che integrale permanente. 
Le varianti di carrozzeria al debutto erano la classica hatchback a tre e cinque porte e successivamente venne introdotta anche la variante sedan tre volumi a quattro porte venduta come Charade Social in Giappone.
In Nuova Zelanda, questa generazione era disponibile con un motore 846 cc a tre cilindri ED10 da 44 CV (32 kW).

### Charade GTti e GTtx
La gamma di versioni sportive era composta dalla Charade GTti e la GTxx, entrambe adottavano un motore 1.0 tre cilindri benzina turbo con intercooler a iniezione e doppio albero a camme (CB70) che eroga 105 CV (77 kW), sviluppato insieme alla De Tomaso e figlio del defunto progetto Charade De Tomaso 926R. La carrozzeria disponibile per i modelli sportivi era solo a tre porte. La GTxx si differenziava dalla GTti poiché presentava una dotazione di serie arricchita con un pacchetto estetico più sportivo composto da minigonne anteriori, posteriori e laterali, cerchi in lega da 14 pollici, alzacristalli elettrici anteriori, climatizzatore manuale, volante regolabile in profondità, tunnel interno in plastica tra i due sedili anteriori e tettuccio apribile elettrico. Mentre la GTxx era riservata solo al mercato giapponese la versione GTti venne esportata in tutto il mondo, Europa compresa, dove in alcuni stati vide la potenza ridursi a 101 cavalli per via delle normative anti inquinamento. Questo modello dalla potenza ridotta (codice motore CB80) sarà importato anche in Italia.

### Restyling 1991
Un leggero restyling nel 1991 ha visto modificare le luci posteriori che ora si estendevano lungo il portellone tramite un pannello catarifrangente, inoltre vennero modificati i fari anteriori, con un design più morbido e meno spigoloso, venne aggiornata anche la calandra e internamente vennero migliorati i materiali della plancia e dei pannelli delle porte. Il modello restyling sarà importato dal 1992 anche in Italia nelle motorizzazioni 1.3 benzina e 1.0 GTti Turbo. Tuttavia le vendite termineranno già l’anno successivo, ad eccezione della versione Turbo che resterà in listino fino al 1996, ma saranno tutte rimanenze invendute in quanto la produzione della terza serie di Charade terminerà nel 1993.
La terza generazione è stata venduta negli Stati Uniti per soli cinque anni, dal 1988 al 1992.
L'assemblaggio in Taiwan della Charade serie G100 iniziò nel 1989, sebbene la vecchia generazione in versione notchback Skywing continuò a essere prodotta fino al 1990. La produzione termina definitivamente nel 1996, tre anni dopo quella giapponese.

## Quarta generazione (1993-2000)
La quarta generazione (codice progettuale G200) è stata introdotta nel gennaio 1993, sempre con carrozzeria hatchback a due volumi (tre e cinque porte) e tre volumi berlina. Il design era più conservatore di quello del modello di terza generazione e presentava forme più morbide e arrotondate, la carrozzeria era un po' più grande e raggiunse rispettivamente i 3,780 metri nelle versioni 3/5 porte e i 4,080 metri nella berlina 4 porte. Anche il passo venne incrementato fino a 2,395 metri per migliorare l'abitabilità interna. La versione tre volumi venne introdotta in Giappone nel 1994 denominata Charade Social e successivamente anche nei mercati di esportazione.
Sul mercato interno la vera novità fu l'abbandono dei propulsori da 1,0 litro mentre nei mercati di esportazione continuò ad essere disponibile, soprattutto in mercati chiave come Australia e Brasile (dove all'epoca era in vigore un'aliquota fiscale inferiore per i veicoli dotati di motori con cilindrata inferiore a 1,0 litri). In Giappone ed Europa il motore d'ingresso divenne il 1.3 quattro cilindri SOHC mentre il top di gamma aveva il nuovo 1.5 quattro cilindri (HE) SOHC da 101 cavalli.

### Charade GTi

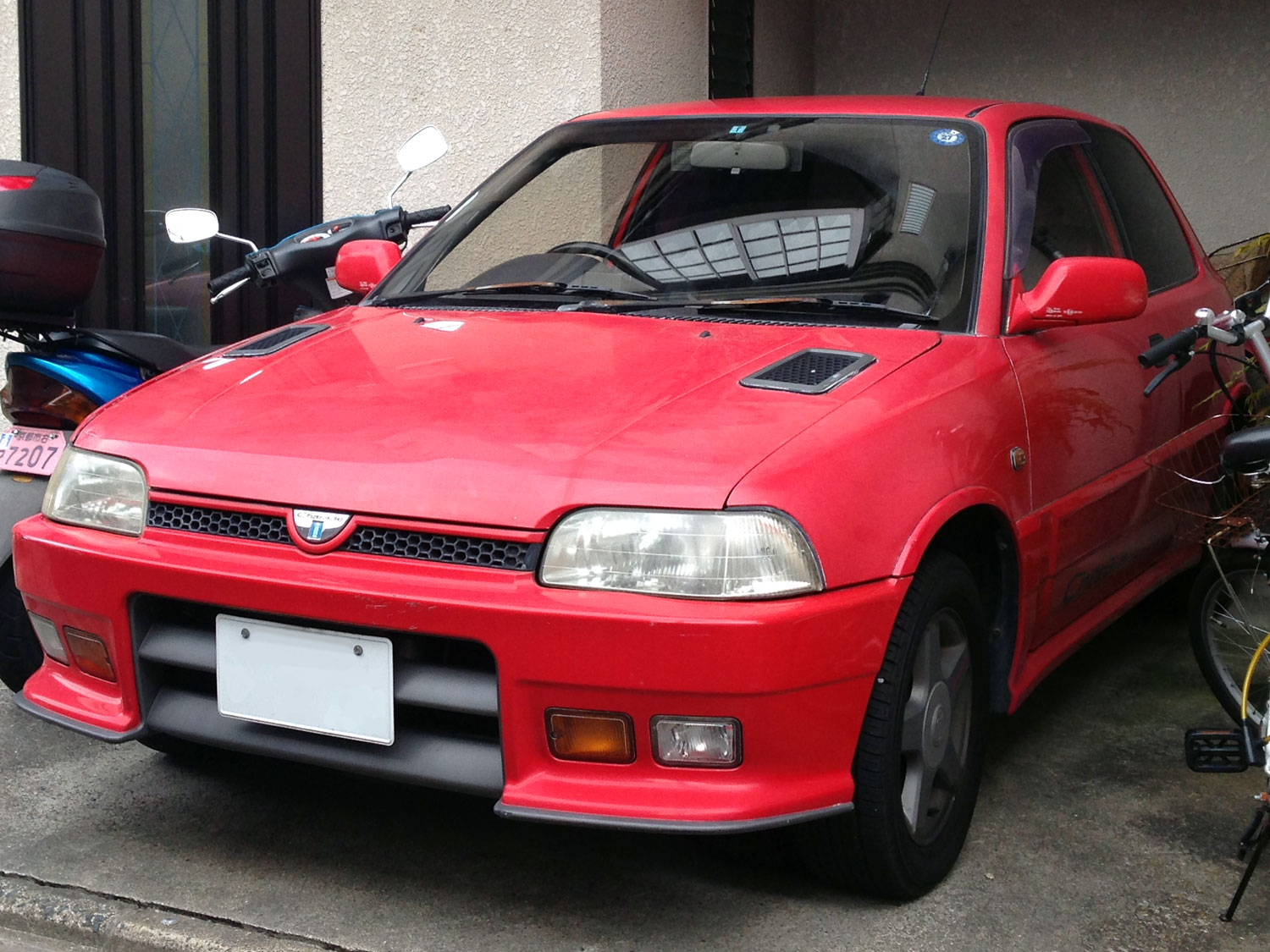
Charade GTi De Tomaso (mercato giapponese)

La versione GTti turbo è stata sostituita dalla Charade GTi, più convenzionale ed equipaggiata con un motore 1.6 litri SOHC aspirato a 16 valvole. Nel mercato interno giapponese questa versione è stata venduta come Charade GTi De Tomaso in quanto progettata insieme all’ex pilota argentino Alejandro de Tomaso, che già da tempo collaborava con la casa giapponese. Il motore 1.6 aveva un albero a camme derivato dalle corse, ed era capace di erogare 124 CV (91 kW) nel mercato giapponese mentre la versione da esportazione, chiamata semplicemente "GTi", possedeva una potenza ridotta a 105 PS (77 kW) per via delle norme anti inquinamento. La De Tomaso ha progettato anche l’estetica della vettura caratterizzata da paraurti e minigonne specifiche, calandra che ospitava il marchio De Tomaso, alettone posteriore, sedili Recaro, volante Nardi Torino, rifiniture in plancia specifiche e pneumatici sportivi Pirelli. Anche l’assetto era differente con sospensioni e assetto più rigidi per migliorare le doti stradali della vettura. Un totale di 120.000 Charade GTi sono stati prodotti.

### Restyling 1996

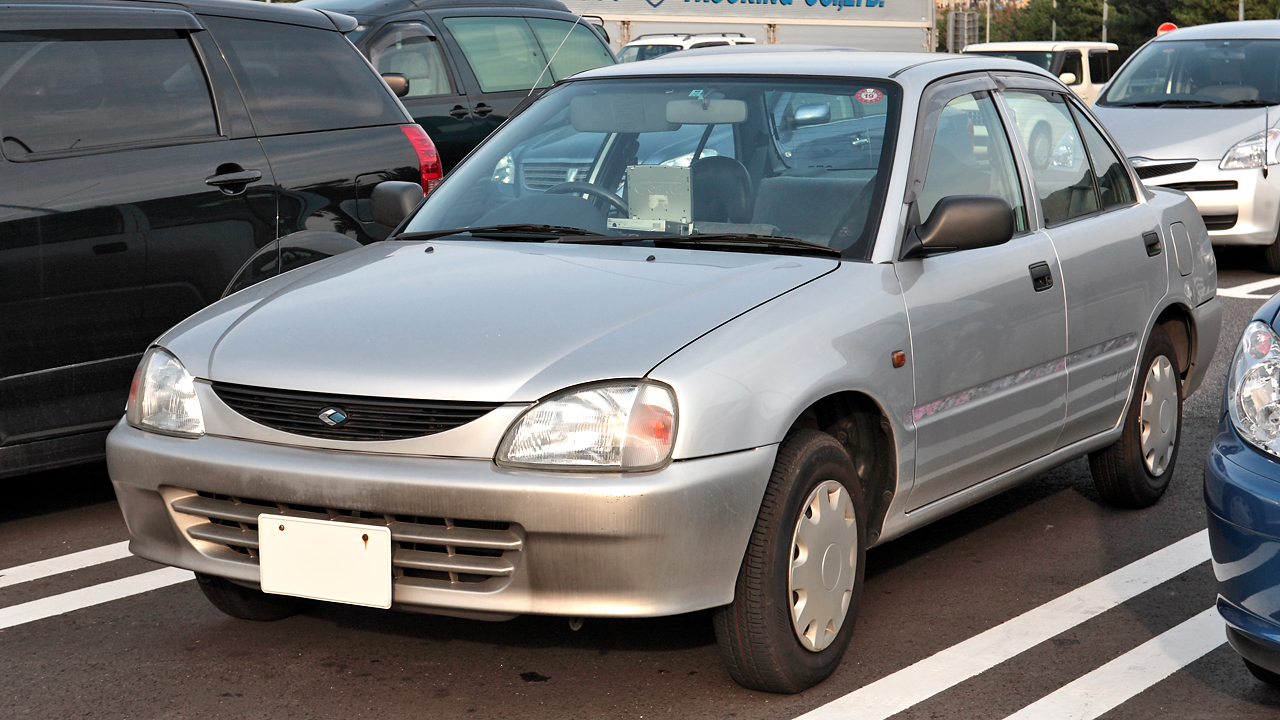
La Charade Social restyling (berlina) giapponese

Nel 1996 la gamma Charade riceve un restyling che ne ammoderna il design soprattutto nella zona frontale nove vengono modificati i gruppi ottici ora dalla forma a goccia più moderna, viene introdotta una nuova mascherina a V e nuovi paraurti con una ampia presa d’aria inferiore. All’interno le uniche modifiche si concentrano nel nuovo volante a quattro razze e a nuovi tessuti per i rivestimenti.

## Riutilizzo del nome
La denominazione Charade è stata riutilizzata dalla Daihatsu per commercializzare il modello Daihatsu Cuore (serie L500) dal 1995 al 1998 in Australia e Nord America. Nello specifico la vettura si chiamava Daihatsu Charade Centro.
Dal 2003 al 2011 le varie generazioni di Cuore con guida a destra esportate nel Regno Unito, Sud Africa e Australia sono state vendute come Daihatsu Charade.
Dal 2011 al 2013 in Europa la Daihatsu ha importato la Toyota Yaris prodotta in Thailandia ribattezzata Charade, frutto di un badge engineering.